# Piel
Piel è un singolo della musicista venezuelana Arca, pubblicato il 22 febbraio 2017 come primo estratto dal terzo album in studio Arca.

## Descrizione
La prima parte della canzone è a cappella, ad eccezione dell'effetto Larsen, mentre la seconda parte presenta l'aggiunta di strumenti elettronici. Nel brano, la cantante racconta la propria sofferenza in seguito alla fine di una relazione, chiedendo all'amante di rimuoverle la pelle del passato e la sua bocca, affermando di non sapere nemmeno cadere, così come «gli alberi muoiono in piedi», e sostenendo di non conoscere più l'altra persona.

## Tracce
Testi e musiche di Alejandra Ghersi.
1. Piel – 4:07

## Formazione
Crediti tratti dall'edizione streaming dell'album.
- Alejandra Ghersi – performer associata, missaggio, produttrice, autrice del testo e della musica;
- Matt Colton – ingegnere del suono.